# 菊池政治
菊池 政治（きくち せいじ 10月13日 - ）は日本のイラストレーターである。

## 来歴
主にPCゲームの原画などを中心に活動している。
漫画家の矢吹豪と共に同人サークル「アメリカン拳法」を運営している。

## 作品

### ゲーム原画
- リエゾン〜liaison〜（BELL-DA）
- Fresh! 〜Teens Memory〜（BELL-DA）
- BALDR FORCE（戯画）
- DUEL SAVIOR（戯画）
- ヤミノカナタ（CALIGULA）
- BALDR BULLET "REVELLION"（戯画）
- Xross Scramble（戯画）
- オトメクライシス（戯画）
- BALDR SKY Dive1 "LostMemory"（戯画）
- BALDR SKY Dive2 "RECORDARE"（戯画）
- BALDR SKY DiveX "DREAM WORLD"（戯画）
- マテリアルブレイブ（戯画）
- マテリアルブレイブ イグニッション（戯画）
- BALDR BRINGER（戯画）
- 閃鋼のクラリアス（戯画）（ゲストイラスト）

### イラスト・挿絵
- ラドウィンの冒険（著:水藤朋彦、電撃文庫）
- クジラのソラ（著:瀬尾つかさ、富士見ファンタジア文庫）
- まよチキ!（著:あさのハジメ、MF文庫J）
- 蒼柩のラピスラズリ（著:あさのハジメ、MF文庫J）
- 嫁エルフ（著:あさのハジメ、MF文庫J）
- 巡ル結魂者（著：秋田禎信、講談社ラノベ文庫）
- 今すぐ辞めたいアルスマギカ（著：氷高悠、富士見ファンタジア文庫）
- 賢者の孫（著：吉岡剛、ファミ通文庫）
- 拝啓、天国の姉さん、勇者になった姪がエロすぎて──叔父さん、保護者とかそろそろ無理です（著：LA軍、美少女文庫）[1]
- 無能の中の無能王子 スキル【無能】を授かりましたが、周りの女性は【傾国】【傾城】【奸婦】【毒婦】【悪婦】【妖婦】とかで（著：福郎、BKブックス）
- 魔王のあとつぎ（著：吉岡剛、ファミ通文庫）
- ハブられルーン使いの異世界冒険譚（著：黄金の黒山羊、GCN文庫）